# John Pemberton

John Pemberton (n. 8 iulie 1831 — d. 16 august 1888) a fost un farmacist american, inventatorul băuturii răcoritoare Coca-Cola.

## Scurtă biografie
Pemberton a fost fiul lui James Clifford Pemberton (născut în 1803 în Carolina de Nord) și a Martei L. Gant (născută în 1803 în Virginia), ambii cu descendenți englezi.

## Inventarea Coca-Cola
În aprilie 1865, Pemberton a fost rănit în Bătălia de la Columbus, Georgia, și la fel ca mulți alți veterani răniți a devenit dependent de morfină. Căutând un leac pentru dependența sa a început să facă experimente cu coca și vinuri obținute din coca, creând în cele din urmă propria sa versiune de Vin Mariani, care conținea nucă de kola și damiana și pe care l-a numit Pemberton's French Wine Coca. O dată cu creștea îngrijorării publice privind  dependența de droguri, depresia și alcoolismul în rândul veteranilor și a neurasteniei în rândul femeilor sudiste irascibile, produsul lui medical a fost promovat ca fiind foarte benefic pentru "doamne și toți cei a căror loc de muncă sedentar cauzează neurastenie,  probleme ale stomacului, intestinelor și rinichilor, precum și cei care au nevoie de un fortifiant și de un agent stimulant pur."
În 1886, atunci când Atlanta și Fulton County au adoptat o nouă legislație mai riguroasă, Pemberton s-a văzut obligat să producă EREN o alternativă non-alcoolică a versiunii sale de French Wine Coca. Pemberton s-a  bazat pe ajutorul farmacistului din Atlanta, Willis Venable pentru a testa și perfecționa noua rețetă, pe care a formulat-o folosind metoda aproximațiilor succesive. Astfel Pemberton a elaborat un set de indicații pentru prepararea sa, care în cele din urmă a inclus și amestecul de sirop cu apă carbogazoasă. Frank Mason Robinson a avut ideea ca noua formulă să se numească Coca-Cola, datorită rezonanței numelui, care era populară printre vinurile medicamentoase. Deși numele făcea referire destul de clar la cele două ingrediente principale, controversa asupra conținutului de cocaină avea să determine mai târziu  The Coca-Cola Company să afirme că numele a fost "lipsit de sens, dar fantezist". De asemenea tot Robinson a folosit fontul Spencerian pe sticlă, dar și în reclame. Pemberton a făcut de asemnea mențiuni privind efectele benefice ale produsului pe care l-a descris ca fiind "delicios, revigorant, înviorător, antrenant” și l-a etichetat ca un "important fortifiant pentru creier" care vindecă durerile de cap, ameliorează epuizarea și calmează nervii.

## John Pemberton în cultura populară
În 2010 Coca-Cola Company i-a adus un omagiu lui Pemberton promovându-l ca personaj cheie într-o campanie publicitară numită "Formula secretă". Bazat pe ingredientele secrete ale produsului, imagini referioare la Pemberton au fost folosite pentru a-i determina pe oameni să creadă și mai mult în istoria și mitologia Coca-Cola. 
John Pemberton a fost de asemenea menționat într-o fasciculă a desenului animat "Futurama", intitulată "The Deep South". 
În mai 2010 un cont Twitter a fost creat pentru John Pemberton, care a fost ulterior "verificat" de site. Acesta este în prezent activ și are mai mult de 50.000 de "urmăritori".